# Gidazepam
Gidazepam, ook bekend als hydazepam of hidazepam, is een medicijn dat een atypisch benzodiazepinederivaat is, ontwikkeld in de Sovjet-Unie. Het is een selectief anxiolytisch benzodiazepine. Het heeft ook therapeutische waarde bij de behandeling van bepaalde cardiovasculaire aandoeningen.
Gidazepam is niet geregistreerd voor gebruik  door het Europees Geneesmiddelenbureau of de Amerikaanse Food and Drug Administration.  
Gidazepam is een prodrug voor zijn actieve metaboliet (desalkyl-gidazepam of broom-nordiazepam). Het wordt gebruikt als een medicijn tegen angst. Het kan echter enkele uren duren voordat de anxiolytische effecten zich na toediening manifesteren, aangezien het de actieve metaboliet is die voornamelijk de anxiolytische effecten veroorzaakt, en de halfwaardetijd van gidazepam tot de langste van alle benzodiazepinen behoort.

De actieve metaboliet desalkyl-gidazepam, verantwoordelijk voor de therapeutische effecten ervan